# 717 Texas
Le 717 Texas, appelé aussi Calpine Center, est un gratte-ciel de bureaux de 138 mètres de hauteur, construit à Houston au Texas en 2003.
Les architectes de l'immeuble  sont l'agence Kendall/heaton Associates et l'agence Hellmuth, Obata & Kassabaum